# Хундсторфер, Рудольф
Рудольф Хундсторфер (нем. Rudolf Hundstorfer; 19 сентября 1951, Вена — 20 августа 2019) — австрийский политик, чиновник, профсоюзный активист, в 2008—2016 годах министр социальной политики, кандидат на президентских выборах.

## Биография
После окончания средней школы в 1966 году, учился чиновничьей деятельности в Вене. В 1976 году сдал экзамен на аттестат зрелости заочно. С 1969 года работал клерком, в 1975 году был штатным профсоюзным активистом в Союзе муниципальных служащих (Объединение профсоюзных деятелей, представителей культуры, спорта, средств массовой информации и профессии). Возглавлял региональные структуры организации в Вене, а в 2003—2007 годах возглавлял отношения национальных структур. В то же время работал в штаб-квартире Ассоциации Австрийских профсоюзов, был вице-президентом в 2003—2006 годах, исполнительный директор (2006—2007) и председатель (2007—2008).
Также участвовал в политической деятельности Социал-демократической партии Австрии. С 1990 по 2007 год был советником города Вены, в 1995 был первым заместителем председателя городского совета в Вене.
2 декабря 2008 года назначен на должность министра социальной политики и прав потребителей в первом правительстве Вернера Файмана. С 1 декабря 2009 занял должность министра труда. На парламентских выборах 2013 году получил мандат члена Национального совета XXV созыва. 16 декабря 2013 вошел в состав второго правительства на ту же должность. Срок полномочий истек 26 января 2016. В том же месяце он был объявлен кандидатом от социал-демократов на президентских выборах.
Рудольф Хундсторфер был три раза женат, есть дочь.
Находясь на отдыхе в Хорватии умер от сердечного приступа 20 августа 2019 года.